# Ewakuacja Republiki Chińskiej na Tajwan

Trasa odwrotu rządu Republiki Chińskiej w 1949

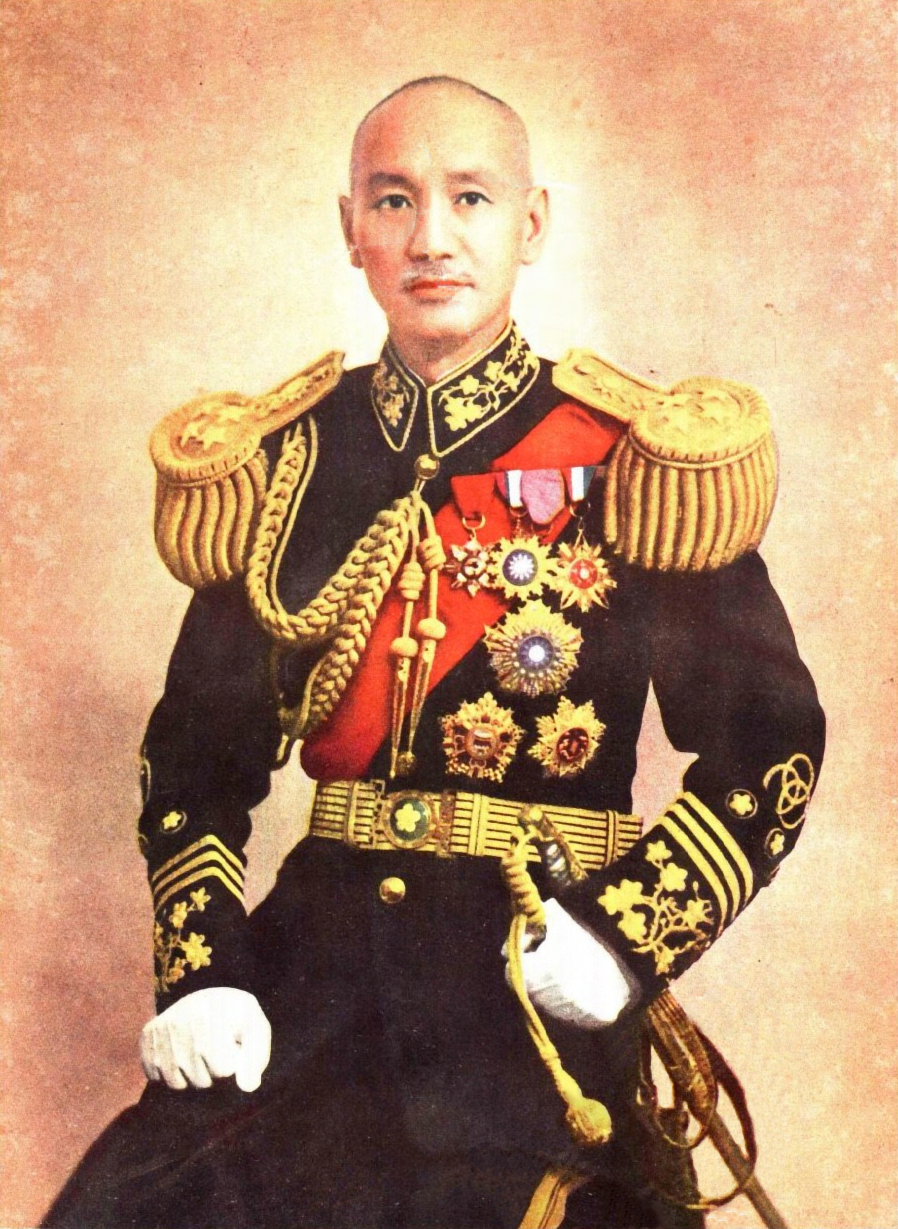
Czang Kaj-szek

Ewakuacja Republiki Chińskiej na Tajwan, zwana także „Wielką Ewakuacją” – określenie operacji przeniesienia w grudniu 1949 części sił i popleczników nacjonalistycznego Kuomintangu (KMT), w tym jego urzędników, oficerów i żołnierzy oraz ich rodzin na wyspę Tajwan pod naporem komunistycznej Armii Ludowo-Wyzwoleńczej w wyniku przegranej wojny domowej. W ewakuacji (ucieczce) wzięło udział łącznie ok. 2 mln żołnierzy i urzędników KMT wraz z rodzinami, a także grupy cywilów i uchodźców, głównie z południowych prowincji Chin, w tym Syczuanu, będącego ostatnim przyczółkiem sił nacjonalistycznych na kontynencie. Akcja miała miejsce po tym, jak 1 października 1949 w Pekinie Mao Zedong proklamował Chińską Republikę Ludową.
Dowódcy sił nacjonalistycznych na czele z generalissimusem i prezydentem Republiki Czang Kaj-szekiem zakładali, że wyspa stanie się ich tymczasową przystanią. Planowali oni po przegrupowaniu się i umocnieniu na zajętych pozycjach odbicie Chin z rąk komunistów. Plany te nazwano „Projektem Chwały Narodowej” i uczyniono najważniejszym celem rządu ewakuowanego na Tajwan. Projektu jednak nigdy nie zrealizowano, a z czasem odsunięto go na rzecz wysiłków zmierzających do modernizacji i rozwoju gospodarczego wyspy. Pomimo tego, rząd Republiki Chińskiej nadal oficjalnie uważa się za właściwy dla całych Chin.